# Yoma vasuki
Yoma vasuki är en fjärilsart som beskrevs av William Doherty 1886. Yoma vasuki ingår i släktet Yoma och familjen praktfjärilar. Inga underarter finns listade i Catalogue of Life.